# Château de Mortefontaine

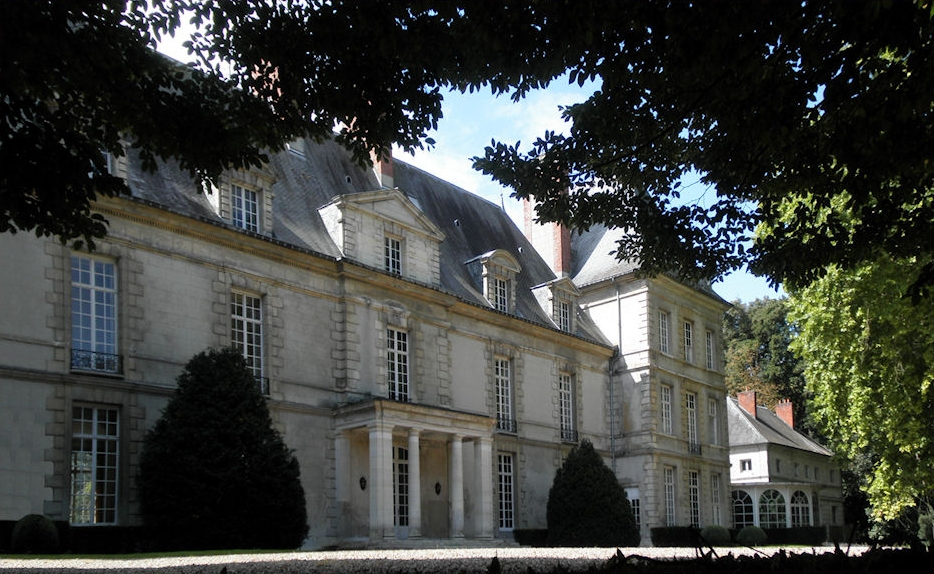
Mortefontaine

Mortefontaine är ett slott i Oise i Frankrike, 37 kilometer norr om Paris.
Det hade inköpts av Napoleon I:s bror Joseph Bonaparte 1798.
Här träffades i april 1800 Frankrikes representant, Joseph, och USA:s företrädare, utsända av president John Adams, för att förhandla om att länderna skulle närma sig varandra och underlätta varandras handel. Förhandlingarna resulterade i Convention of Mortefontaine.
Förhandlingarna fördes sedan i april 1803. James Monroe erbjöd Napoleon 2 miljoner dollar för staden New Orleans för att USA skulle få tillgång till hamn. Han hade dock fått instruktioner att kunna öka upp till 10 miljoner dollar om det behövdes.
Napoleon svarade då att han ville avstå hela Louisiana, inte bara New Orleans. 
Franska Louisiana var vid denna tid ett vidsträckt område, fem gånger så stort som Frankrike och motsvarade de 13 stater som senare bildades nämligen: Montana, North Dakota, South Dakota, Minnesota, Wyoming, Nebraska, Iowa, Colorado, Kansas, Missouri, Oklahoma, Arkansas och Louisiana.
Han hade ingen tid att rådfråga president Thomas Jefferson och efter överläggning med USA:s ambassadör i Paris, Robert Livingston, erbjöd han 15 miljoner dollar i betalning.
Napoleon accepterade och parterna skrev under avtalet. 
Som ung bodde (blivande) kung Oscar I på slottet tillsammans med sin mor Desideria och hennes syster, Julie Clary, som var gift med Joseph Bonaparte. 